# Поляци в Русия
Поляците в Русия (на полски: Polacy w Rosji, на руски: Поляки в России) са 50-та по численост етническа група в Русия. Според преброяването на населението през 2010 г. броят на хората определили се за поляци е 47 125 души, или 0,03% от населението на страната. Според неофициални оценки техният брой достига до 300 000 души.

## Численост и дял
Численост и дял на поляците според преброяванията през годините:
| Преброяване | Численост | Дял (в %) |
| 1926        | 189 269   | 0,20      |
| 1939        | 142 461   | 0,13      |
| 1959        | 118 422   | 0,10      |
| 1970        | 107 084   | 0,08      |
| 1979        | 99 733    | 0,07      |
| 1989        | 94 594    | 0,06      |
| 2002        | 73 001    | 0,05      |
| 2010        | 47 125    | 0,03      |

## Организации
Регионални организации на поляците съществуват в много градове на Русия, включително Абакан, Барнаул, Бийск, Велики Новгород, Владикавказ, Владимир, Воронеж, Владивосток, Екатеринбург, Казан, Ярославъл, Калининград, Краснодар, Минералние води, Налчик, Новосибирск, Оренбург, Перм, Пенза, Ростов на Дон, Санкт Петербург, Архангелск, Самара, Смоленск, Саратов, Томск, Толиати, Тюмен, Уфа, Улан Уде, Иркутск, Москва и Челябинск.
Повечето местни полски организации са обединени в Конгреса на поляците в Русия, създаден през 1992 г., представляващ интересите на полското национално малцинство на федерално и международно ниво.

### Регионални полски организации в Русия
- Културно-национална обществена организация „Полония“ (Абакан, Република Хакасия)[3]
- Център на полската култура „Наш дом“ (Анапа, Краснодарски край)[4]
- Архангелска регионална общественост (Архангелска област)
- Център на полската култура в Барнаул (Алтайски край)[5]
- Новгородско регионално културно-просветно дружество „Полония“ (Новгородска област)
- Владимирска регионална обществена организация „Център на полската култура“ (Владимирска област)[6]

В Русия се издават периодични издания на полски език, като: Rodacy (Абакан), Gazeta Petersburska (Санкт Петербург), Głos znad Pregoły (Калининград) и Wiadomości Polskie (Краснодар).